# Ammoconia marginata
Ammoconia marginata là một loài bướm đêm trong họ Noctuidae.